# Damasus Zähringer
Damasus Zähringer OSB (* 18. Februar 1899 in Ibach als Josef Zähringer; † 8. April 1977 in Kressbronn am Bodensee oder Ravensburg; bestattet in Beuron) war ein deutscher Benediktiner, Hochschullehrer und Erzabt der Erzabtei Beuron.

## Leben
Josef Zähringer trat im Jahr 1919 in die Benediktiner-Erzabtei St. Martin zu Beuron ein. Dort erhielt er bei der Investitur von Erzabt Raphael Walzer den Ordensnamen des Heiligen Damasus. Im Koster Beuron legte er am 14. Oktober 1920 die einfache und am 1. November 1923 seine feierliche Mönchsprofess ab. Zwischenzeitlich nahm Frater Damasus das Studium der Philosophie in Maria Laach (1920–1922) und der Theologie in Beuron (1922–1925) und später in Tübingen (1925–1927) auf. Am 26. Juli 1925 empfing Damasus Zähringer die Priesterweihe. 1929 wurde er an der Eberhard Karls Universität Tübingen mit der dogmengeschichtlichen Arbeit Das kirchliche Priestertum nach dem hl. Augustinus zum Dr. theol. promoviert. Fortan lehrte Pater Damasus von 1931 bis 1950 als Dozent an der Beuroner Theologischen Hochschule. Von 1953 an setzte er seine Lehrtätigkeit zunächst als Dozent, dann als Professor für Fundamentaltheologie und Religionsphilosophie an der Theologischen Fakultät Salzburg (seit 1962 an der Universität Salzburg) bis 1965 fort. Dort habilitierte er sich 1957 mit der Arbeit „Kirche der Sünder“ in heutiger Sicht. Seit 1956 versah er auch das Amt des Spirituals im Kolleg St. Benedikt in Salzburg. 
Seit 1950 war er Mitglied der Liturgischen Kommission der Fuldaer Bischofskonferenz, seit 1954 auch der Liturgischen Kommissionen der Österreichischen Bischofskonferenz und des Erzbistums Salzburg, von 1963 bis 1965 Schriftleiter des Österreichischen Klerusblattes und von Salzburg aus umfangreich tätig in der Seelsorge sowie bei Vorträgen und Exerzitien.
Pater Damasus Zähringer wurde am 21. Januar 1965 zum Nachfolger des Ende 1964 tödlich verunglückten Beuroner Erzabtes Benedikt Reetz gewählt; Seine Abtsweihe empfing er in Beuron am 24. Februar 1965 durch Erzbischof Hermann Schäufele von Freiburg. Von 1965 bis zu seiner Resignation am 1. Dezember 1967 war Damasus Zähringer siebter Erzabt der Erzabtei Beuron.
In seinem Heimatkloster Beuron fungierte Damasus Zähringer von 1949 bis 1958 als Schriftleiter der Benediktinischen Monatsschrift (ab 1959 Erbe und Auftrag), für die er zahlreiche Beiträge verfasste. Er war Mitglied der klösterlichen Liturgiekommission und versah zudem von 1948 bis 1962 die Redaktion der von den Beuroner Mönchen herausgegebenen Schott-Volksmessbücher.

## Schriften (Auswahl)
- Das kirchliche Priestertum nach dem hl. Augustinus. Eine dogmengeschichtliche Studie, Schöningh, Paderborn 1931 (Dissertationsschrift)
- Das Buch der Familie, Volksliturgischer Verlag, Wien-Klosterneuburg 1940
- Eucharistiefeier am Sonntag, Paulinus-Verlag, Trier 1951, zusammen mit Johannes Wagner
- 75 Jahre Schott. Das Messbuch für den Laien., Herder, Freiburg 1959
- Christus hier und heute, Beuroner Kunstverlag, Beuron 1961